# Rjukan
Rjukan és una ciutat de Noruega, centre administratiu del municipi de Tinn, al comtat de Telemark. Està situat a la Vestfjorddalen, entre Møsvatn i el llac Tinn, i el seu nom prové de les cascades de Rjukan (Rjukanfossen: cascades de vapor) a l'oest de la ciutat. El consell municipal de Tinn va concedir l'estatus de ciutat a Rjukan el 1996. La ciutat té 3.297 habitants (2015).

## Història
Rjukan era anteriorment un centre industrial significatiu de Telemark. Va ser establert entre el 1905 i el 1916, quan l'empresa Norsk Hydro va començar la producció de nitrat de calci per adob. Rjukan va ser escollit per l'empresa per la Rjukanfossen, una cascada de 104 metres que proporcionava un mitjà fàcil de generar quantitats grans d'electricitat. L'home que va tenir la idea d'utilitzar les caigudes de Rjukanfossen fou Sam Eyde, el fundador d'Hydro. És calculat que ell, juntament amb A/S Rjukanfoss (més tard Norsk Hydro), van utilitzar aproximadament dues vegades el pressupost nacional de Noruega per construir Rjukan i que hi havia aproximadament 12.000 treballadors de suecs, danesos i finlandesos, així com noruecs per construir les fàbriques i la ciutat.
El 1934 Norsk Hydro va construir la que fou al seu temps la planta d'energia més gran del món a Vemork, a Rjukan, i amb ella una planta d'hidrogen. Un subproducte de producció d'hidrogen via electròlisi d'aigua era l'aigua pesant. El guanyador del premi Nobel Odd Hassel fou qui va dir a Norsk Hydro que de fet produïen aigua pesant. L'empresa Norsk Hydro va ser dirigida pels alemanys durant Segona Guerra Mundial, i més tard sabotejada múltiples vegades pel moviment de resistència noruec i les forces aliades.
Avui, la planta d'energia a Vemork és el Museu Norueg de Treballadors Industrials on la història de Rjukan i la història del treball Industrial és mostrada, a més de la història de la guerra i el sabotatge connectat a ell.

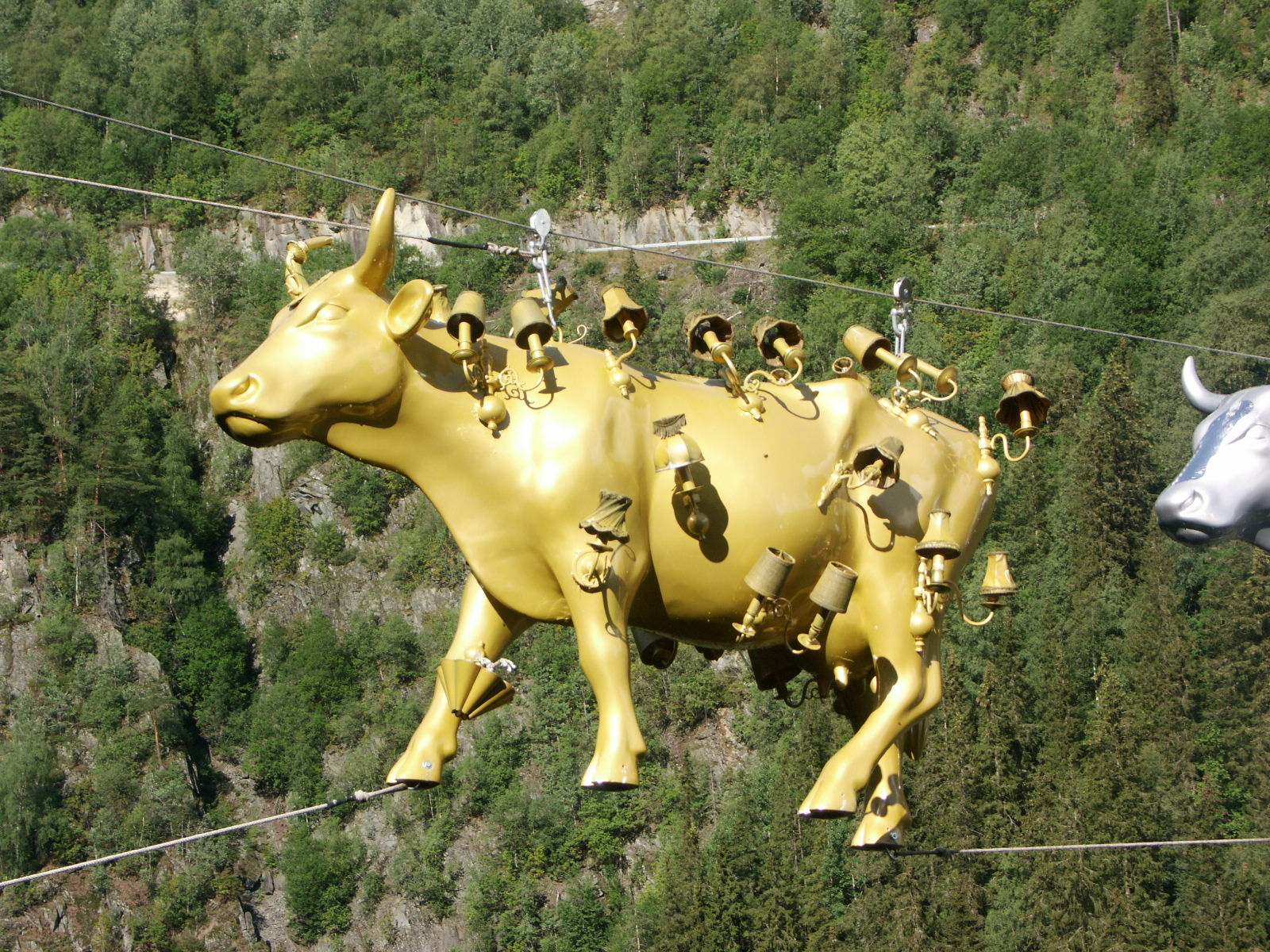
Vaques de metall al llarg del pont a Vemork, directament sota l'estació Norsk Hydro, decorades amb llums elèctrics.

Després 1960, la majoria de la producció de nitrat de calci de Rjukan va ser transferida a les fàbriques de Norsk Hydro a Heøya, Porsgrunn. Encara és present alguna indústria a Rjukan, com Scan Alloys.
Rjukan té una llarga història de turisme. Els turistes han vingut a la vall estreta des de fa un segle. Les cascades de Rjukan són un famós lloc turístic dins Noruega, i ha estat retratat per diversos artistes famosos. L'àrea té terreny bo per esquiar i la ciutat disposa se rutes per senderisme en la plana Hardangervidda. Rjukan ha esdevingut famós per les seves possibilitats d'escalada de gel. La temporada és molt llarga, de novembre a abril.
Entre el setembre i el març, Rjukan es troba en l'ombra de les muntanyes i no aconsegueix llum solar. El 2013, a un cost de 5 milions de corones sueques, es van col·locar uns grans miralls en el costat de la muntanya per reflectir el sol i il·luminar la plaça de ciutat.